# Bergzebra
Das Bergzebra (Equus zebra) ist ein Zebra aus der Gattung der Pferde (Equus) innerhalb der Familie der Pferde (Equidae). Es werden zwei Unterarten unterschieden, das Hartmann-Bergzebra (Equus zebra hartmannae) und das Kap-Bergzebra (Equus zebra zebra). Das Bergzebra kommt im südwestlichen Afrika vor und bewohnt hauptsächlich halbwüstenartige Gebirge und Hochländer. Es lebt in kleinen Herdenverbänden, bestehend aus einem männlichen Tier, einem bis mehreren weiblichen Tieren und den Jungtieren. Hauptnahrung des Bergzebras sind verschiedene Gräser. Beide Unterarten sind in ihrem Bestand gefährdet.

## Merkmale

### Habitus

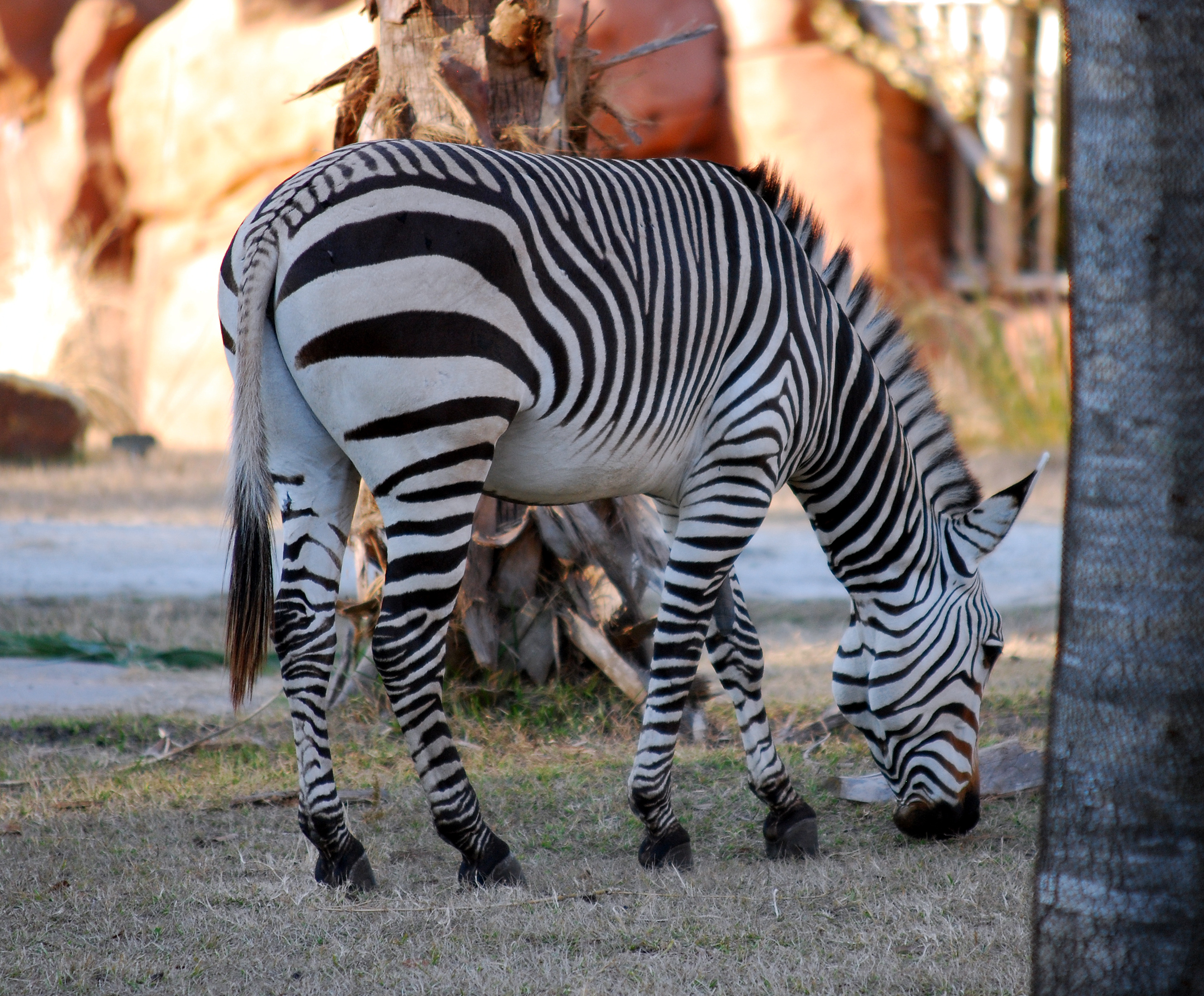
Die Querstreifen befinden sich – anders als beim Steppenzebra – nur auf den Oberschenkeln.

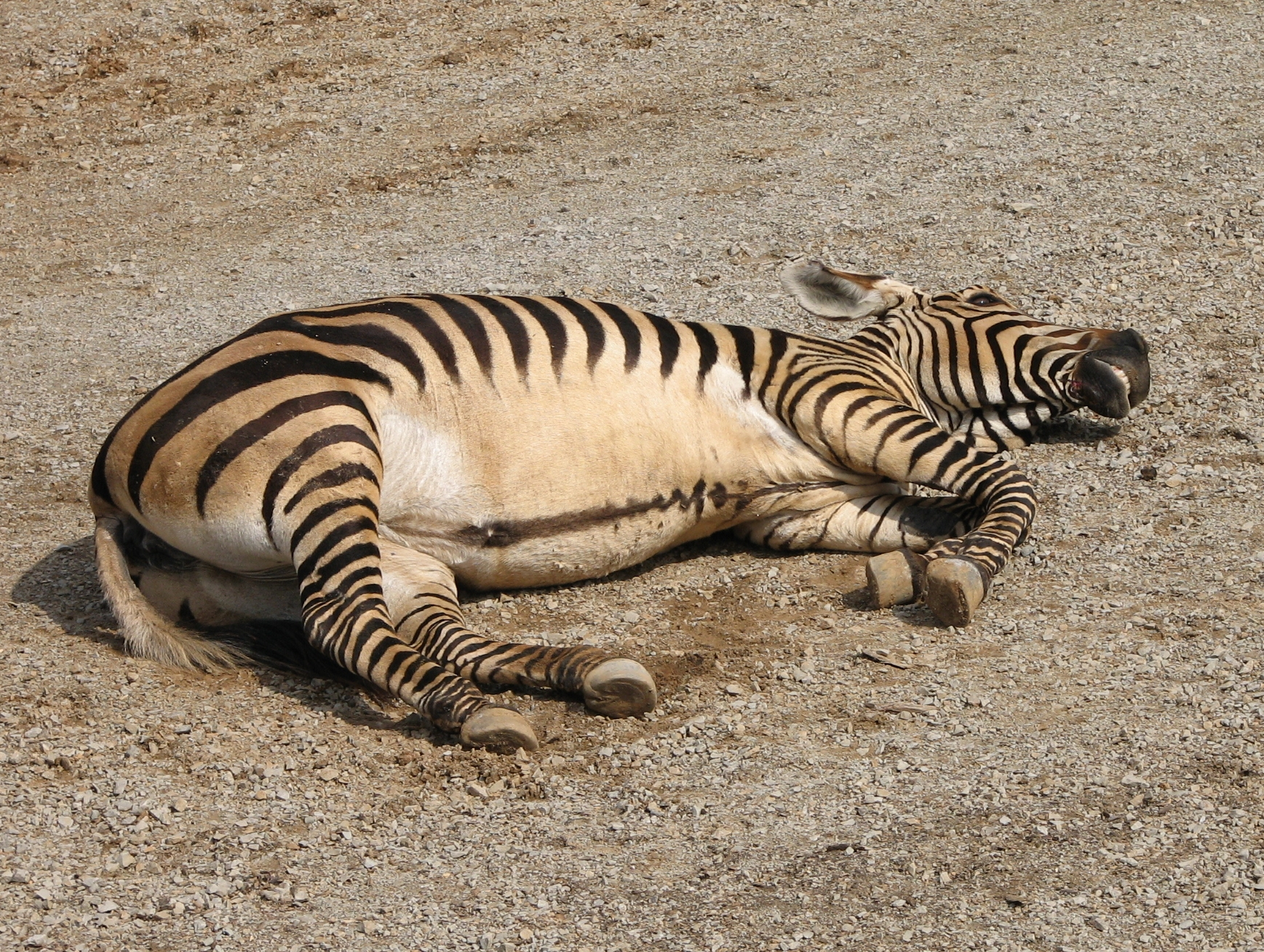
Ruhendes Bergzebra mit, im Gegensatz zum Steppenzebra, weißem und streifenfreiem Bauch (bis auf den Längsstreifen)

Das Bergzebra ist ein mittelgroßes Pferd und erreicht eine Kopf-Rumpf-Länge von 220 cm bei einer Schulterhöhe von 116 bis 144 cm. Stuten wiegen zwischen 234 und 256 kg, Hengste werden etwas größer und erreichen ein Körpergewicht von 250 bis 343 kg. Der Körper und die Gliedmaßen sind kräftig, an den Vorderbeinen befinden sich große schwielenartige Erhebungen von bis zu 7,6 cm Durchmesser (chestnuts). Alle Gliedmaßen enden in je einem Zeh mit einem sehr kompakten Huf. Der Kopf ist groß und mit bis 23 cm langen Ohren ausgestattet, die gerundete Enden besitzen, wobei die oberen Ränder häufig weiß gefärbt sind. Das Maul ist schwarz gefärbt. Das Fell insgesamt besteht aus sehr kurzen Haaren, die durchschnittlich nur 1 cm lang werden. Die längsten Haare befinden sich an der kurzen Stehmähne und an der Schwanzquaste.
Wie bei allen Zebras ist das Streifenmuster sehr arttypisch und weist zusätzlich bei jedem Tier eine individuelle Gestaltung auf. Vom Steppenzebra (Equus quagga) unterscheidet sich das Bergzebra durch breitere, schwarze bis schokoladenbraune Streifen und schmalere weiße Zwischenräume, so dass das ganze Tier insgesamt dunkel wirkt, die Grundfarbe ist aber dennoch weiß. Die „Schattenstreifen“ des Steppenzebras fehlen. Am Kopf sind die Streifen am schmalsten ausgebildet, am breitesten sind sie am Gesäß, wo auch die weißen Zwischenräume sehr weit sind. An den Beinen setzen sich die Streifen bis zu den Hufen fort, wobei die Vorderbeine dünnere Streifen als die Hinterbeine aufweisen, während die typischen schwarzen Querstreifen auf die Kruppe und die Schwanzwurzel beschränkt sind. Über den Rücken und den Bauch zieht sich jeweils ein dunkler Längsstreifen; mit Ausnahme des Längsstreifen ist der Bauch ansonsten weiß. Das Streifenmuster bildet sich bereits im Embryonalalter und ist ab der vierten Woche nachweisbar.

### Schädel- und Gebissmerkmale
Der Schädel ist lang und schmal und weist eine fast gerade Stirnlinie auf. Die Länge ist durchschnittlich größer als bei Steppenzebras und liegt in deren oberer Variationsbreite mit durchschnittlich 47 cm. Wie beim Grevyzebra (Equus grevyi) zieht das Hinterhauptsbein weit über die Ansatzflächen der Halswirbel hinaus. Das Nasenbein ist kurz, der Naseninnenraum sehr groß. Die Augenhöhle liegt hinter dem letzten Backenzahn. Sie ist groß und wesentlich gerundeter als beim Steppenzebra.
Der Unterkiefer des Bergzebras ist sehr kräftig mit einem hohen Kieferknochen und lang ausgezogenen Gelenkenden. Er erreicht 41 cm Länge. Die Zahnformel eines ausgewachsenen Tieres lautet: {\displaystyle {\frac {3.1.3.3}{3.1.3.3}}}, im Milchgebiss ist der erste Prämolar noch ausgebildet. Der Eckzahn ist nicht immer vorhanden, häufig fehlt er bei Stuten. Sofern er bei weiblichen Tieren vorkommt, ist er aber wesentlich kleiner als bei den männlichen. Zwischen der vorderen und der hinteren Bezahnung klafft ein großes Diastema. Die Prämolaren und Molaren sind typisch für alle Pferde sehr hochkronig (hypsodont), die Kauflächen besitzen ein komplexes Faltenmuster des Zahnschmelzes. Typisches Merkmal bei den hinteren Backenzähnen des Unterkiefers ist ein V-förmiger Einschnitt zwischen zwei Vorsprüngen des Zahnschmelzes (Metaconid und Metastylid), der das Bergzebra zu den ursprünglicheren, sogenannten stenoninen oder non-caballinen Pferden stellt.

### Sinnesleistungen und Lautäußerungen
Es sind mindestens vier Laute beim Bergzebra bekannt. Bei Gefahr stoßen Hengste ein hohes Pfeifen aus, um die Herde zu warnen. Jungtiere quietschen, wenn sie mit einem Hengst konfrontiert werden. Weiterhin stoßen männliche Tiere ein Schnauben aus, bei dem vorher hörbar Luft eingesogen wurde. Dies dient ebenfalls als Alarmruf. Ein nur auf kurze Distanzen hörbares und zwischen gepressten Lippen ausgestoßenes Fauchen geben Hengste bei der Nahrungsaufnahme von sich, wenn ein Herdenmitglied zu nahe kommt.

## Verbreitung

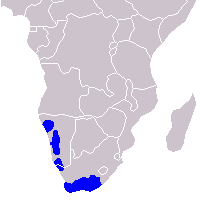
Verbreitungsgebiet des Bergzebras (blau): Das Areal ganz im Süden wird vom Kap-Bergzebra bewohnt, die nördlicheren Gebiete an der Südwestküste Afrikas besiedelt die Unterart Hartmann-Bergzebra.

Das Bergzebra hat ein kleineres Verbreitungsgebiet als das Steppenzebra. Es lebt ausschließlich im südwestlichen Afrika, wo es gebirgige Hochebenen in Höhen bis zu 2000 m besiedelt. Ursprünglich reichte das Verbreitungsgebiet vom südlichsten Teil Südafrikas über Namibia bis in den südwestlichen Teil Angolas. Das Kap-Bergzebra bewohnte dabei die Hochebenen von Westkap, Ostkap und Nordkap. Heute kommen natürliche Populationen nur im Mountain-Zebra-Nationalpark bei Port Elizabeth in Ostkap, im Gamkaberg Nature Reserve in Westkap und in den Kamanassie-Bergen, ebenfalls Westkap, vor. Hauptsächlich von Beständen aus dem Mountain-Zebra-Nationalpark wurden Tiere im weiteren ursprünglichen Verbreitungsgebiet neu angesiedelt. Das Hartmann-Bergzebra, benannt nach Anna Hartmann, der Frau des Entdeckers dieser Unterart Georg Hartmann (1865–1946), war von den Übergangszonen der Wüste Namib bis zum inneren Hochland von Namibia anzutreffen. Heute leben die Tiere in eher unwirtlichen Gegenden an Wasserstellen. In Namibia sind vier Populationen bekannt, diese besiedeln die Region Kunene südwärts bis zum Fluss Ugab und ostwärts bis nach Outjo, das Erongogebirge, den Bereich vom Fluss Swakop südwärts bis zu den Naukluftbergen und ostwärts bis zum Khomashochland sowie das Gebiet zwischen dem Fischfluss-Canyon und dem Oranje. In Südafrika gibt es Bestände in drei Naturschutzgebieten in Nordkap und einige eingeführte Gruppen in West- und Ostkap, die allerdings außerhalb des natürlichen Verbreitungsgebietes liegen. Über die Population aus dem Iona-Nationalpark in Angola, die noch Anfang der 1970er Jahre bestand, liegen keine Informationen vor.
Der Lebensraum des Bergzebras umfasst teils halbwüstenartige, zerklüftete und häufig felsige Regionen der Gebirge und Hochländer, die durch steile Hänge charakterisiert sind. Trotz der manchmal unwirtlichen Bedingungen weisen diese Landschaftsräume aber vielfältige Vegetationsgemeinschaften auf. Voraussetzung für die Anwesenheit des Bergzebras ist jedoch, dass ganzjährig Wasser zur Verfügung steht. Das Bergzebra tritt nur selten sympatrisch zum Steppenzebra auf, da sich seine härteren und schneller wachsenden Hufe in flachen Savannengebieten mit weicherem Bodenuntergrund nicht genug abnutzen und daher den Tieren dort keine längeren Aufenthalte ermöglichen.

## Lebensweise

### Territorialverhalten

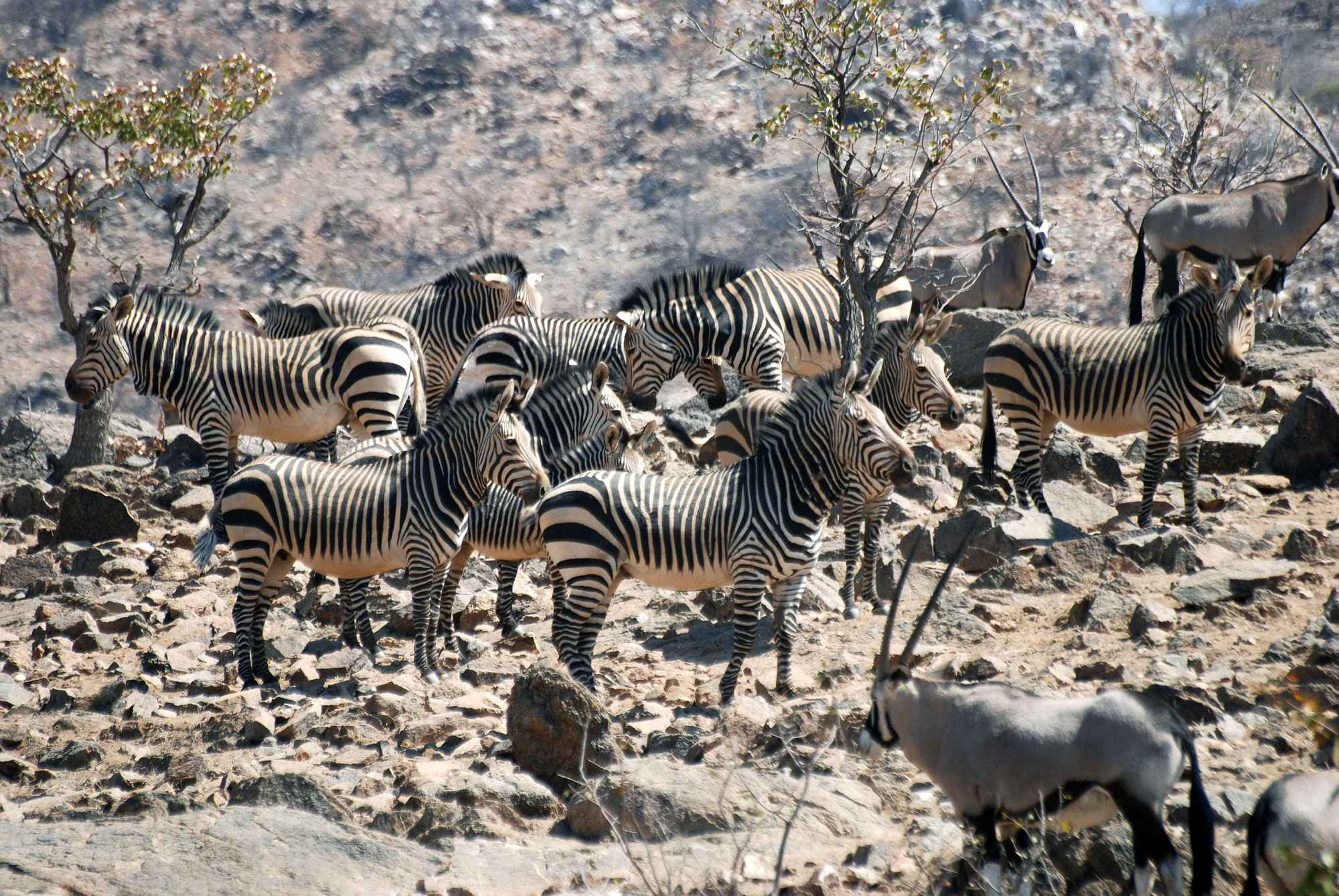
Gruppe von Bergzebras

Bergzebras leben in kleinen Verbänden, die keine Eigenbezirke unterhalten, dafür aber während der Aufzucht von Jungtieren Aktionsräume (home ranges) bewohnen, die sich stark mit den Arealen anderer Bergzebra-Kleingruppen überschneiden können. Die Größe dieser Gebiete reicht von 3 bis 16, manchmal auch bis zu 20 km². Die einzelnen Verbände bestehen aus einem älteren Hengst und bis zu fünf Stuten mit deren Fohlen. Der größte beobachtete Verband umfasste 13 Tiere (Hengst, fünf Stuten, sieben Fohlen). Innerhalb der Herden gibt es eine Hierarchie, jedoch kann in bestimmten Situationen die Führerschaft abwechseln. Generell leiten Hengste Herden zu Wasser- und Nahrungsstellen, beim Verlassen dieser oder bei aufziehender Gefahr führt die ranghöchste Stute, meist jene mit dem jüngsten Fohlen, und der Hengst läuft als Nachhut hinterher. Innerhalb der Gruppe kommt es sowohl bei Fohlen als auch erwachsenen Tieren zu Lauf-, Kampf- und Begrüßungsspielen, ebenso wie zu gegenseitigem Fellputzen. Der dominante Hengst bedeckt mit seinen Fäkalien den Urin und den Kot der Stuten und Junghengste.
Die Herden sind relativ stabil, ein Hengst kann einen Verband bis zu zehn Jahre anführen, bevor er von einem jüngeren Konkurrenten aus seiner Position vertrieben wird. Die Stuten können ein Leben lang in ihrem Verband bleiben, doch wenn die Herden zu groß werden, teilen diese sich manchmal. Ein heranwachsender Hengst übernimmt dann die Führung des abgespaltenen Verbandes. Neben diesen Familienverbänden tun sich heranwachsende Hengste in „Junggesellengruppen“ zusammen, die noch keine eigene Gruppe gegründet haben. Auch alte Hengste, die durch junge Konkurrenten vertrieben worden sind, bilden manchmal kleine Gruppen.
Beim Zusammentreffen zweier Herden führen die dominanten Hengste einen ritualisierten Kampf aus, der in der Regel aus Nasenkontakt, Riechen an den Genitalien und gegenseitigem Reiben des Körpers bestehen. Meist trennen sich die Gruppen dann wieder. Aggressive Hengste senken ihren Kopf, strecken den Hals und entblößen die Zähne. Nicht dominante Tiere zeigen eine dem Rossigkeitsgesicht ähnelnde Unterwerfungsgeste mit erhobenem Kopf und gestreckter Oberlippe. Kämpfe wurden aber nur selten beobachtet, finden jedoch bei Übernahmeversuchen der Herde durch einen neuen Hengst statt und erfolgen mit Tritten sowohl der Vorder- als auch der Hinterbeine gegen Kopf und Rumpf und mit Bissen.

### Ernährung

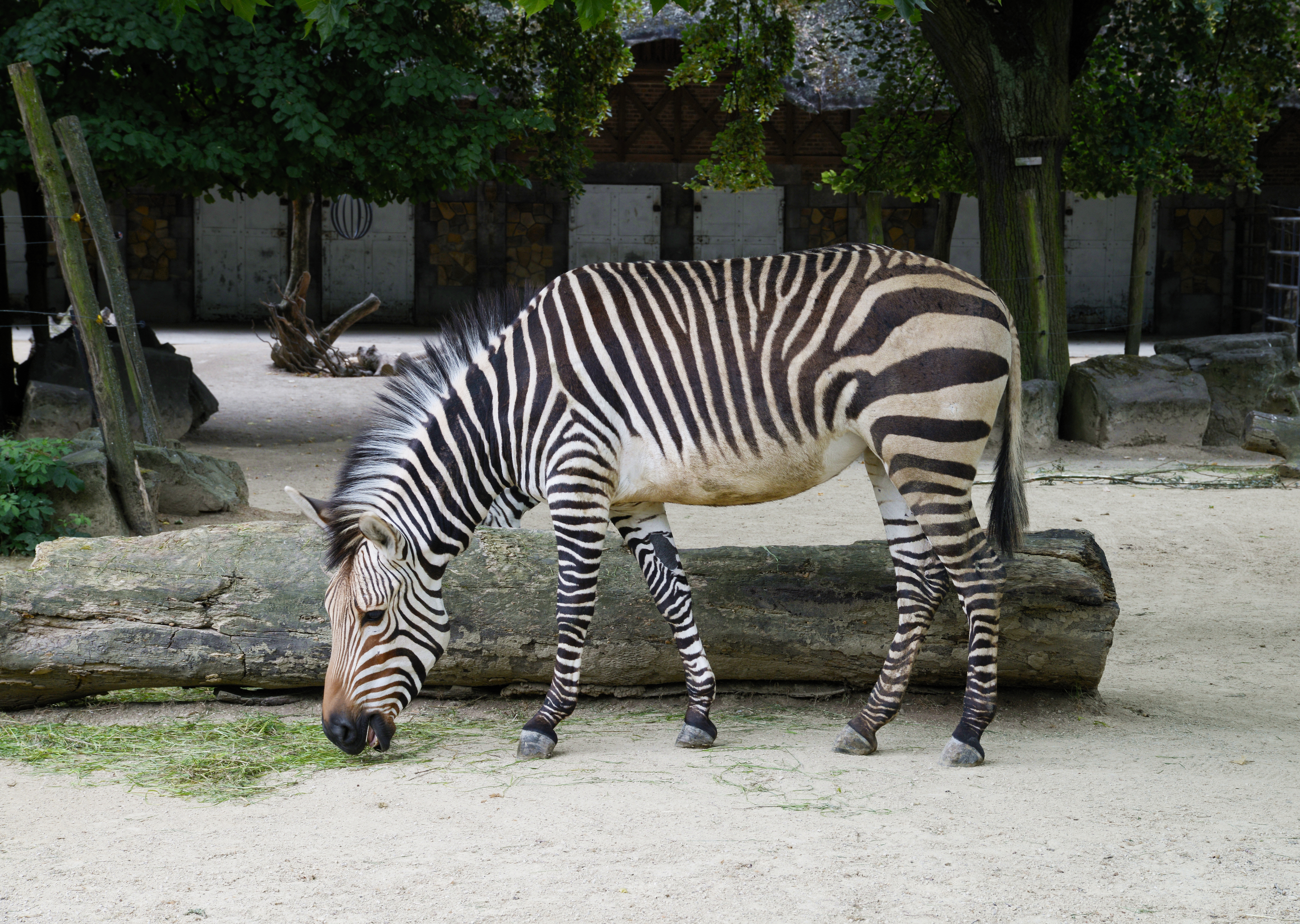
Bergzebra im Zoo Antwerpen

Das Bergzebra ist weitgehend auf harte, kieselsäurehaltige Grasnahrung spezialisiert (grazing) und mit hochkronigen Backenzähnen und hohem Zahnzementanteil daran angepasst. Dabei werden langblättrige und saftige Pflanzen bevorzugt. Zu den häufigsten Nahrungspflanzen gehören verschiedene Süßgräser, wie Themeda, Aristida, Heteropogon, Enneapogon und Merxmuellera, aber auch Borsten- und Fingerhirsen. Weiterhin werden Zitronen-, Hundszahn- und Liebesgräser verzehrt. Dabei erfolgt eine deutliche Auswahl der Nahrungspflanzen, da nur rund 26 % aller verfügbaren Pflanzen in einem Weidegebiet tatsächlich gefressen werden. Die Pflanzen werden 4 bis 8 cm über dem Boden abgebissen. Gelegentlich werden auch Samen aufgenommen, in einigen Regionen auch Holzpflanzen wie Bocksdorne und Akazien.
Dabei ist eine jahreszeitlich bedingte Auswahl an Vegetationsgemeinschaften beim Bergzebra erkennbar. In den kühlen Wintern werden häufig felsigere Gebiete aufgesucht, wo Höhlen und Felsunterstände als Schutz dienen. Auch sind die Gebiete abhängig von Wasservorräten und Salz- und Minerallecken. Weiterhin sind Suhlstellen wichtig, die häufig feuchten Sand enthalten, aber auch einfache Staubplätze darstellen können.

### Fortpflanzung
Ein männliches Zebra ist mit dreieinhalb Jahren geschlechtsreif, allerdings findet die erste Paarung wesentlich später statt, da es erst mit sieben Jahren ausgewachsen und frühestens mit fünf Jahren kräftig genug ist, um eine Herde zu übernehmen. Ein weibliches Bergzebra ist mit etwa zwei Jahren geschlechtsreif, das jüngste bekannte trächtige Tier war 26 Monate alt. In der Regel ist das Muttertier aber rund fünf Jahre alt, wenn das erste Fohlen geboren wird. Die Geburtsintervalle liegen im Durchschnitt bei etwas mehr als zwei Jahren. Die Paarung erfolgt ausschließlich in der Herde und ist das Vorrecht des dominanten Hengstes. Das Bergzebra ist ganzjährig paarungsbereit, es gibt aber eine Häufung im Sommer.
Die Tragzeit dauert knapp ein Jahr (durchschnittlich 364 Tage), nach der in der Regel ein einziges Fohlen geboren wird. Das Fohlen ist bei der Geburt etwa 120 cm lang und wiegt 25 kg. Meist hält es sich in den ersten Wochen sehr nahe beim Muttertier auf. Dieses schützt das Jungtier aktiv vor Kontakten zu anderen Herdenmitgliedern und vertreibt diese, wenn sie zu nah kommen. Schon nach wenigen Tagen beginnt das Fohlen Gras zu sich zu nehmen, allerdings saugt es anfangs auch stündlich Milch, was etwa jeweils zwei Minuten in Anspruch nimmt und tagsüber stattfindet. Nach drei Monaten nimmt die Häufigkeit des täglichen Saugens deutlich ab, nach zehn Monaten braucht ein Jungtier nur noch dreimal pro Tag Milch. Die Entwöhnung ist mit etwa 20 Monaten beendet. Sowohl männliche als auch weibliche Jungtiere werden nach der sexuellen Reife nicht verjagt, sondern verlassen freiwillig die Herde, was ab etwa 22 Monaten stattfindet und woran sie der Leithengst teilweise zu hindern versucht. Dies erfolgt auch unabhängig davon, ob das Muttertier ein neues Fohlen zur Welt bringt. Manche Jungtiere bleiben aber auch bis zu drei Jahre in der Stammherde. Junghengste formieren sich häufig in Junggesellengruppen, Jungstuten werden von anderen Herden aufgenommen. In unregelmäßigen Abständen kehren die Tiere jedoch auch in ihre Stammherden zurück.

### Interaktionen mit anderen Tierarten

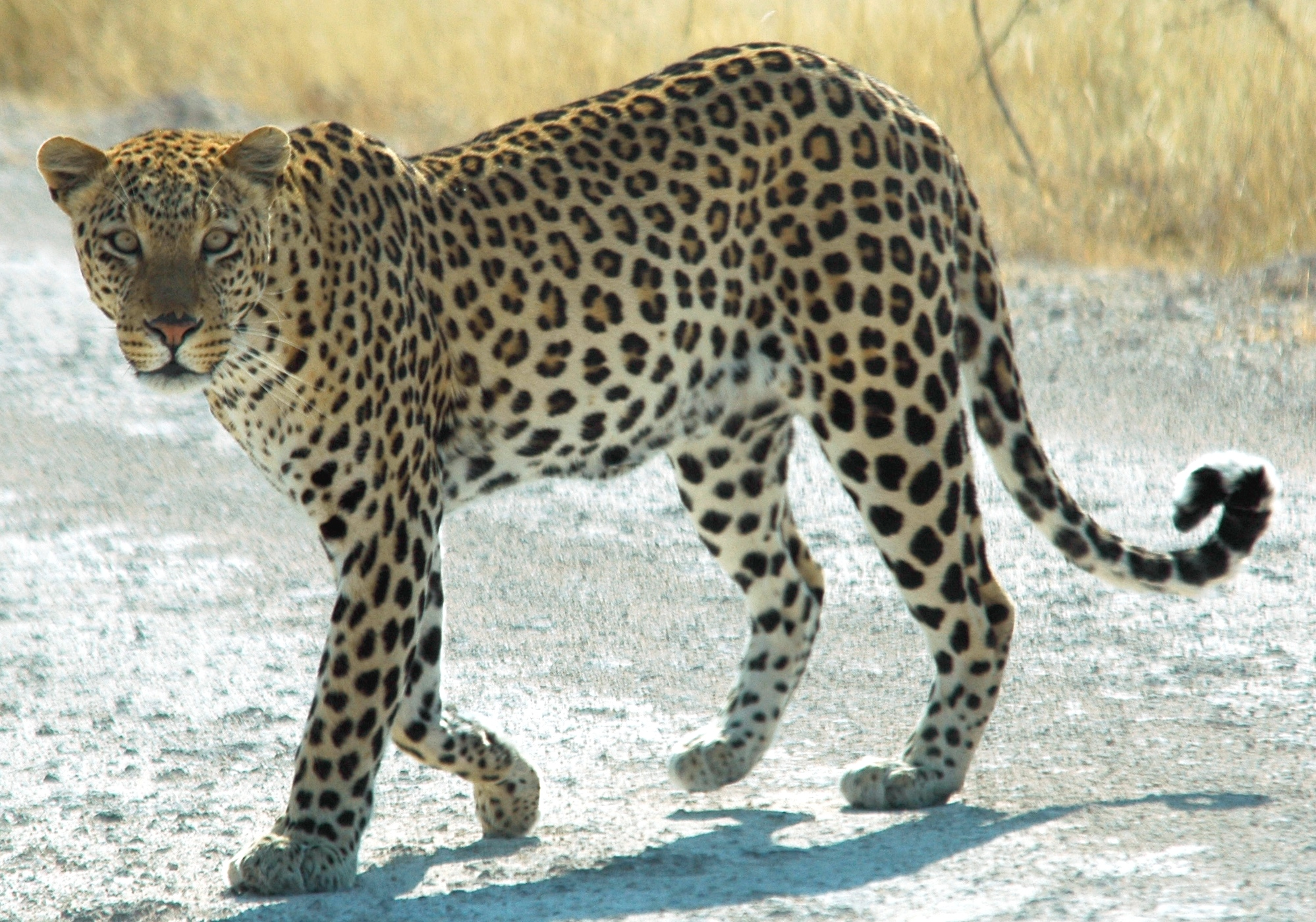
Leoparden gehören zu den Fressfeinden des Bergzebras.

Die Fressfeinde des Bergzebras sind Löwen, Leoparden, Geparden und Tüpfelhyänen, gelegentlich greifen auch Wildhunde an. Allerdings vermag sich das Bergzebra mit Tritten gut zu verteidigen und tötet manchmal den Angreifer. Die Zebraform reagiert auf Alarmsignale des Gnus, selten jedoch auf jene kleinerer Arten, wie des Springbocks oder des Buntbocks. Gruppenbildungen mit Antilopen wie beim Steppenzebra sind nicht bekannt. Häufig finden sich Fahlflügelstare, Rotschwingenstare und Trauerdrongos in der Nähe von Zebragruppen, die nach Parasiten auf dem Rücken der Tiere picken.

### Parasiten
Äußere Parasiten des Bergzebras sind überwiegend Zecken, vor allem der Gattungen Amblyomma, Margaropus und Hylalomma. Sehr häufig sind Endoparasiten. Diese umfassen Magendasseln und Fadenwürmer, von denen rund zwei Dutzend Gattungen beim Bergzebra gefunden wurden. Weiterhin sind auch Bandwürmer und Babesien bekannt. Als Zwischenwirt tritt das Bergzebra für das Apicomplexa der Gattung Sarcocystis auf, dessen Endwirt unter anderem der Haushund ist. Der Befall von inneren Parasiten erfolgt häufig während der kühlen Jahreszeit, das Bergzebra infiziert sich dabei über die Wasseraufnahme mit einem Teil der Parasiten.

## Systematik
Das Bergzebra gehört zur Gattung Equus und ist damit ein Vertreter der heutigen modernen Pferde. Innerhalb dieser Gattung gehört die Zebraform zur Gruppe der stenoninen oder non-caballinen Pferde, wie die charakteristische Ausprägung der unteren Molaren zeigt. Weiterhin wird das Bergzebra einer eigenen Untergattung, Hippotigris, zugewiesen, in die auch das Steppenzebra eingegliedert ist. Einige DNA-Analysen zeigen allerdings keine sehr nahe Verwandtschaft zum Steppenzebra, sondern eine nähere Verbindung zum Asiatischen Esel (Equus hemionus), genauer zum Onager, oder zum Afrikanischen Esel (Equus asinus). In diesen Fällen wäre das Subgenus Hippotigris nicht monophyletisch. Nach anderen DNA-Studien formen die Zebras eine nähere Verwandtschaftsgruppe. In allen Untersuchungen bildet das Hauspferd (Equus caballus) die Außengruppe.
Innerhalb des Bergzebras werden zwei Unterarten unterschieden:
- Hartmann-Bergzebra (E. z. hartmannae Matschie, 1898); nördlichere und größere Unterart mit etwas schmaleren schwarzen Streifen
- Kap-Bergzebra (E. z. zebra Linnaeus, 1758); südlichere und kleinere Unterart mit breiteren schwarzen Streifen

In einer Revision der Unpaarhufer aus dem Jahr 2011 von Colin Peter Groves und Peter Grubb werden beide Unterarten als eigenständige Arten aufgefasst.

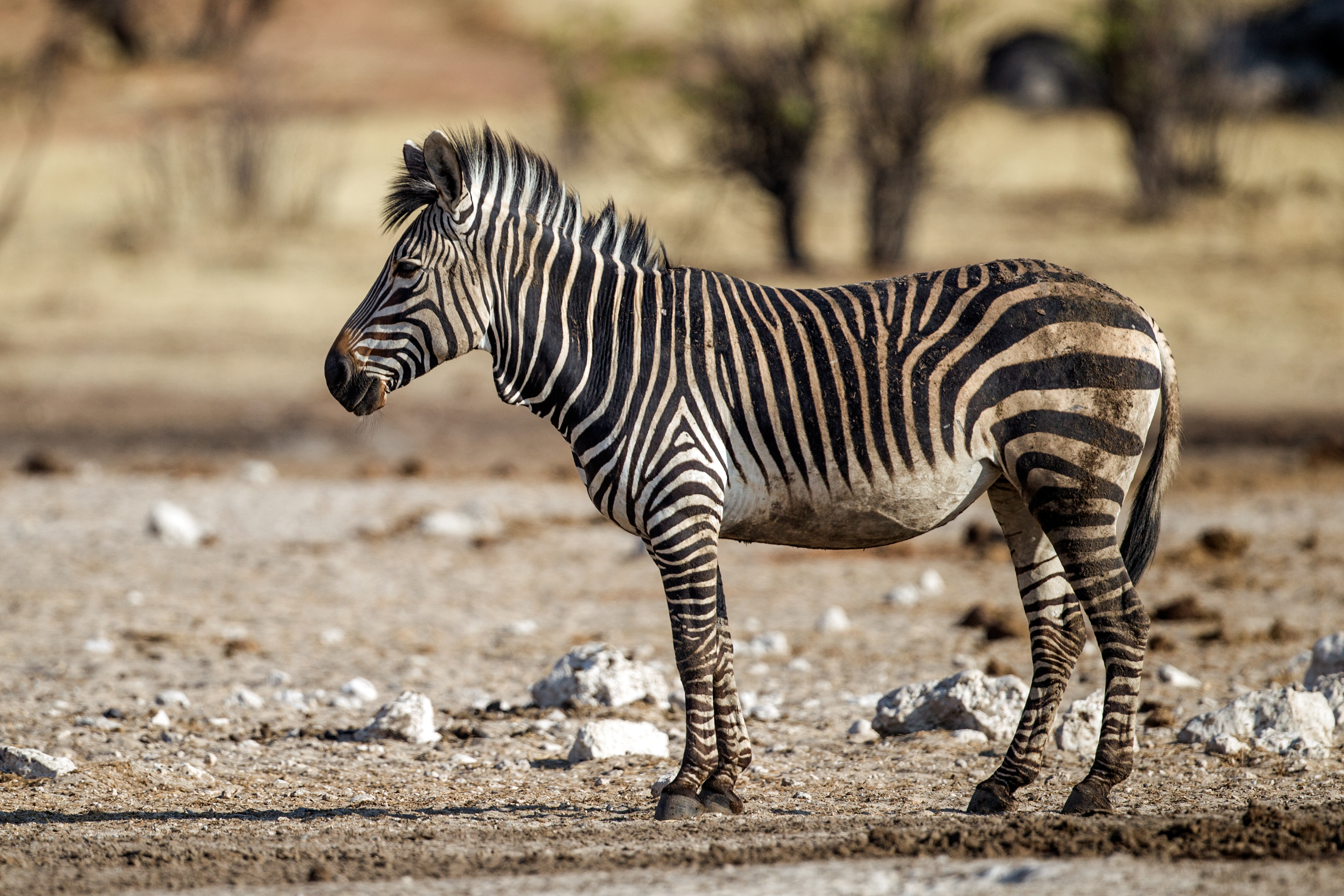
Hartmann-Bergzebra (E. z. hartmannae) im Etosha-Nationalpark, Namibia

Molekulargenetische Untersuchungen beim Kap-Bergzebra ergaben, dass innerhalb der einzelnen Populationen sehr geringe genetische Unterschiede auftreten, was typisch für das fragmentierte und zersplitterte Vorkommen ist. Alle Populationen des Kap-Bergzebras zusammen genommen ergeben eine moderate Variabilität und implizieren eine noch vorhandene höhere Diversität der Unterart, die durch Umsiedlungen einzelner Gruppen erhöht werden könnte. Das Hartmann-Bergzebra weist dagegen eine sehr hohe Variabilität insgesamt auf und erreicht in etwa die große innerartliche Vielfältigkeit wie das Steppenzebra. Interessanterweise unterstützen diese Analysen bisher nicht den monophyletischen Ursprung der beiden Unterarten des Bergzebras.
Afrika wurde im Pliozän erstmals von stenoninen Pferde betreten, die auch die Stammgruppe der Zebras und des Afrikanischen Esels bilden. Das Bergzebra selber ist fossil nur selten überliefert. Ein Schädel stammt vom oberen Oranje-Fluss in Südafrika und wurde der fossilen Unterart E. z. greatheadi zugewiesen. Im Spätpleistozän tritt es in Südafrika zusammen mit der großen und weniger auf Grasnahrung spezialisierten Art Equus capensis, dem Kapzebra, auf. Diese Art ist aber anatomischen Untersuchungen zufolge näher mit dem Grevyzebra (Equus grevyi) verwandt, molekulargenetische Untersuchungen sehen auch einer nähere Verwandtschaft zum Steppenzebra. Beide Arten wurden zusammen in der Bloomplaas-Höhle an den südlichen Rändern der Swartberge gefunden, welche durch ihre umfangreichen Fossilien bekannt ist, die von 18.000 Jahren vor heute bis in die Neuzeit reichen. Untersuchungen ergaben, dass grasfressende Säugetiere in der ausgehenden letzten Kaltzeit von der Ausbreitung von Graslandschaften profitierten, so dass auch das Bergzebra wesentlich häufiger war. Am Ende des Pleistozäns brachen die Populationen aber ein, was Ergebnis der Klimaveränderungen zu jener Zeit und der damit verbundenen stärkeren Ausbreitung von Busch- und Waldland war.

## Bedrohung und Schutz

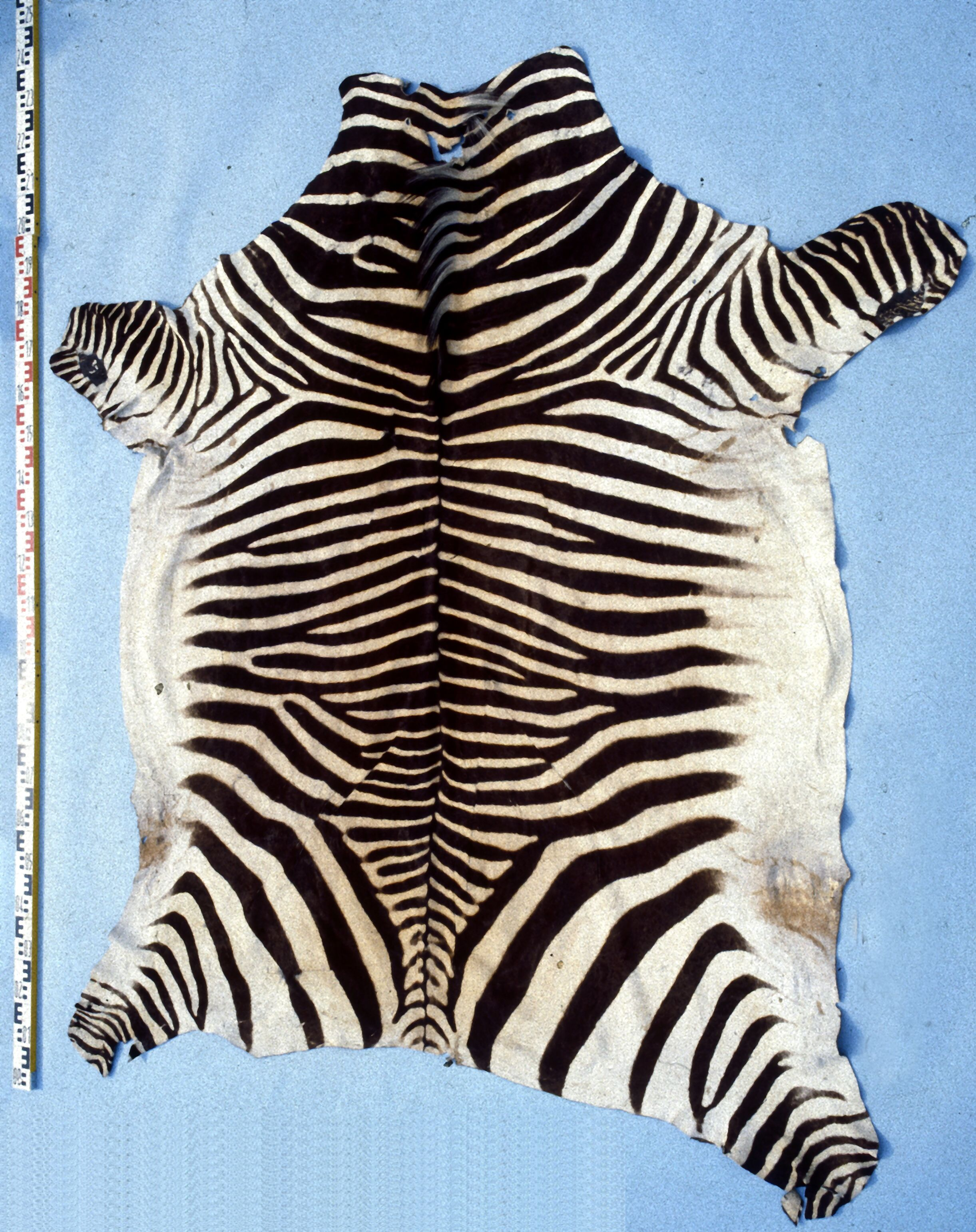
Das Fell, hier eines Hartmann-Bergzebras, ist häufig Grund für die Jagd auf die Tiere. Das enge Streifengitter auf der Kruppe (viele schmale Querstreifen zwischen zwei breiten Längsstreifen) ist ein Merkmal zur Unterscheidung vom Steppenzebra.

Der Lebensraum des Bergzebras ist heute stark zersplittert, allerdings wird angenommen, dass die Gesamtanzahl der Tiere auch in historischer Zeit nie besonders hoch war. Erste Schutzmaßnahmen für das Kap-Bergzebra erfolgten bereits 1742, als die Jagd auf die Tiere verboten wurde. Trotzdem wurden sie weiter exzessiv gejagt, vor allem wegen des Felles, aber auch als Nahrungskonkurrenten für domestizierte und landwirtschaftlich genutzte Großtiere und weil sie häufig Zäune auf dem Weg zu Wasserquellen zerstörten. In den 1930er Jahren stand das Kap-Bergzebra bereits kurz vor dem Aussterben, als bei einer Zählung nur noch 45 lebende Bergzebras in Südafrika nachgewiesen wurden. Zur Rettung der Unterart wurde 1937 der Mountain-Zebra-Nationalpark angelegt mit einer Gründerpopulation von fünf Hengsten und einer Stute. Im Jahr 1950 waren davon nur noch zwei Hengste am Leben, so dass ein benachbarter Farmer fünf weitere Hengste und sechs Stuten anbot. Als im Jahr 1964 der Park auf 65,4 km² vergrößert wurde, lebten 55 Bergzebras dort, heute umfasst die Population im Nationalpark wieder rund 350 Tiere. Vom Mountain-Zebra-Nationalpark wurden verschiedene Gruppen in anderen Schutzgebieten wieder angesiedelt, so im Bontebok- und im Karaoo-Nationalpark sowie im Kammanassie-Naturreservat. In letzterem leben rund 50 Tiere. Die IUCN gibt die Anzahl Kap-Bergzebras mit 1.500 an, die in rund 30 öffentlichen und privaten Schutzgebieten leben und listet die Unterart als vulnerable („bedroht“), unmittelbar vom Aussterben bedroht ist sie nicht mehr. Die größte Bedrohung für das Kap-Bergzebra ist eine Hybridisierung mit der nördlichen Unterart, dem Hartmann-Bergzebra, welches in den südafrikanischen Provinzen Ost- und Westkap eingeführt wurde.
Der Hauptgrund für Gefährdung des Hartmann-Bergzebras ist die Konkurrenz der Rinderfarmer, die Bergzebras legal oder illegal schießen, um Weidegründe für ihre Großtiere zu sichern. Weiterhin gibt es einen legalen Handel mit Zebrafellen in Namibia. Es gibt mittlerweile wieder etwa 72.000 Hartmann-Bergzebras in Namibia (2004; Wildtierbestand in Namibia). Viele der Tiere leben in den Namib-nahen staatlichen und privaten Schutzgebieten sowie auf privatem Farmland. Von der IUCN wurde mittlerweile auch das Hartmann-Bergzebra als vulnerable eingestuft.
Schutzbemühungen, die von der Equid Specialist Group der IUCN koordiniert werden, umfassen neben Beobachtungen und Zählungen der Tiere in den Schutzgebieten unter anderem lokale Regulierungen von Buschbränden, die notwendig sind für frisches nachwachsendes Gras sowie die Umsiedlung von Populationen. Dazu gehören auch jene des Hartmann-Bergzebras im Goegap-Naturreservat in der südafrikanischen Provinz Nordkap, deren Anzahl dort ein Drittel der Individuen des Kap-Bergzebras ausmacht. Diese sollen durch Tiere der südlichen Unterart ersetzt werden, um beide Unterarten in ihren Verbreitungsgebieten wieder voneinander zu trennen, um so Hybridisierungen zu verhindern.